# Maria Kirilenko
Maria Yurievna Kirilenko (rus: Мари́я Ю́рьевна Кириле́нко) és una jugadora de tennis professional russa nascuda el 25 de gener de 1987 a Moscou, Unió Soviètica. Guanyadora de 6 títols individuals i 12 en dobles de la WTA. Als Jocs Olímpics de Londres 2012 va romandre a les portes del podi en quedar en quarta posició en categoria individual. En categoria de dobles femenins tingué més èxit i aconseguí la medalla de bronze junt amb la seva compatriota Nàdia Petrova.

## Biografia
Nasqué a l'antiga Unió Soviètica amb ascendència ucraïnesa.
Tingué una llarga relació amorosa amb el també tennista rus Ígor Andréiev. El novembre de 2011, el jugador d'hoquei sobre gel rus Alexander Ovechkin va indicar en el seu compte de Twitter que Kirilenko era la seva xicota.
L'any 2006 fou seleccionada per la marca Adidas per ser la cara de la línia de roba de tennis dissenyada per Stella McCartney. L'any 2009 fou substituïda per la danesa Caroline Wozniacki. Com la seva gran amiga Maria Xaràpova, a part de la seva carrera tennística també manté relacions professionals amb la moda. Per exemple, l'any 2009 va aparèixer en la revista Sports Illustrated Swimsuit Issue, on es mostren models en roba de bany, en una edició especial amb tennistes com Daniela Hantuchová i Tatiana Golovin.

## Torneigs de Grand Slam

### Dobles femenins: 2 (0−2)
| Resultat  | Núm. | Any  | Torneig          | Parella           | Oponents                     | Marcador      |
| --------- | ---- | ---- | ---------------- | ----------------- | ---------------------------- | ------------- |
| Finalista | 1.   | 2011 | Open d'Austràlia | Viktória Azàrenka | Gisela Dulko Flavia Pennetta | 2−6, 7−5, 6−1 |
| Finalista | 2.   | 2012 | Roland Garros    | Nàdia Petrova     | Sara Errani Roberta Vinci    | 4−6, 6−4, 6−2 |

## Jocs Olímpics

### Dobles femenins
| Any  | Campionat                          | Parella       | Oponents                  | Resultat      |
| ---- | ---------------------------------- | ------------- | ------------------------- | ------------- |
| 2012 | Jocs Olímpics, Londres, Regne Unit | Nàdia Petrova | Liezel Huber Lisa Raymond | 4−6, 6−4, 6−1 |

## Palmarès

### Individual: 12 (6−6)
| Abans de 2009                | Després de 2009         |
| ---------------------------- | ----------------------- |
| Grand Slam (0−0)             |                         |
| WTA Tour Championships (0−0) |                         |
| Tier I (0−0)                 | Premier Mandatory (0−0) |
| Tier II (1−0)                | Premier 5 (0−0)         |
| Tier III (1−0)               | Premier (0−2)           |
| Tier IV i V (3−2)            | International (1−2)     |

| Títols per superfície |
| --------------------- |
| Dura (3−5)            |
| Gespa (0−0)           |
| Terra batuda (2−1)    |
| Moqueta (1−0)         |

| Resultat   | Núm. | Data                   | Torneig                 | Superfície   | Oponent             | Marcador         |
| ---------- | ---- | ---------------------- | ----------------------- | ------------ | ------------------- | ---------------- |
| Finalista  | 1.   | 22 de febrer de 2004   | Hyderabad, Índia        | Dura         | Nicole Pratt        | 6−7(3), 1−6      |
| Guanyadora | 1.   | 5 de setembre de 2005  | Pequín, Xina            | Dura         | Anna-Lena Grönefeld | 6−3, 6−4         |
| Guanyadora | 2.   | 23 de setembre de 2007 | Kolkata, Índia          | Moqueta (i)  | Maria Korítseva     | 6−0, 6−2         |
| Finalista  | 2.   | 30 de setembre de 2007 | Seül, Corea del Sud     | Dura         | Venus Williams      | 3−6, 6−1, 4−6    |
| Guanyadora | 3.   | 20 d'abril de 2008     | Estoril, Portugal       | Terra batuda | Iveta Benesova      | 6−4, 6−2         |
| Guanyadora | 4.   | 15 de juny de 2008     | Barcelona, Espanya      | Terra batuda | María José Martínez | 6−0, 6−2         |
| Guanyadora | 5.   | 28 de setembre de 2008 | Seül                    | Dura         | Samantha Stosur     | 6−3, 6−4         |
| Finalista  | 3.   | 19 d'abril de 2009     | Barcelona               | Terra batuda | Roberta Vinci       | 0−6, 4−6         |
| Finalista  | 4.   | 24 d'octubre de 2010   | Moscou, Rússia          | Dura (i)     | Viktória Azàrenka   | 3−6, 4−6         |
| Finalista  | 5.   | 12 de febrer de 2012   | Pattaya, Tailàndia      | Dura         | Daniela Hantuchová  | 7−6(4), 3−6, 3−6 |
| Finalista  | 6.   | 26 d'agost de 2012     | New Haven, Estats Units | Dura         | Petra Kvitová       | 6−7(9), 5−7      |
| Guanyadora | 6.   | 3 de febrer de 2013    | Pattaya                 | Dura         | Sabine Lisicki      | 5−7, 6−1, 7−6(1) |

### Dobles femenins: 25 (12−13)
| Abans de 2009                | Després de 2009         |
| ---------------------------- | ----------------------- |
| Grand Slam (0−2)             |                         |
| Jocs Olímpics Bronze (1)     |                         |
| WTA Tour Championships (1−0) |                         |
| Tier I (0−2)                 | Premier Mandatory (2−0) |
| Tier II (1−1)                | Premier 5 (1−1)         |
| Tier III (3−1)               | Premier (3−3)           |
| Tier IV i V (1−1)            | International (0−2)     |

| Títols per superfície |
| --------------------- |
| Dura (9−7)            |
| Gespa (1−2)           |
| Terra batuda (2−4)    |

| Resultat   | Núm. | Data                   | Torneig                                   | Superfície   | Parella                 | Oponents                              | Marcador            |
| ---------- | ---- | ---------------------- | ----------------------------------------- | ------------ | ----------------------- | ------------------------------------- | ------------------- |
| Guanyadora | 1.   | 13 de juny de 2004     | Birmingham, Regne Unit                    | Gespa        | Maria Xaràpova          | Lisa McShea Milagros Sequera          | 6−2, 6−1            |
| Finalista  | 1.   | 9 de maig de 2005      | Roma, Itàlia                              | Terra batuda | Anabel Medina Garrigues | Cara Black Liezel Huber               | 0−6, 6−4, 1−6       |
| Finalista  | 2.   | 22 d'agost de 2005     | New Haven, Estats Units                   | Terra batuda | Gisela Dulko            | Lisa Raymond Samantha Stosur          | 2−6, 7−6, 1−6       |
| Guanyadora | 2.   | 9 d'octubre de 2005    | Tòquio, Japó                              | Dura         | Gisela Dulko            | Shinobu Asagoe Maria Vento-Kabchi     | 7−5, 4−6, 6−3       |
| Finalista  | 3.   | 10 de juny de 2006     | 's-Hertogenbosch, Països Baixos           | Gespa        | Ana Ivanović            | Yan Zi Zheng Jie                      | 6−3, 2−6, 2−6       |
| Guanyadora | 3.   | 3 de març de 2007      | Doha, Qatar                               | Dura         | Martina Hingis          | Ágnes Szávay Vladimíra Uhlířová       | 6−1, 6−1            |
| Guanyadora | 4.   | 19 d'abril de 2008     | Estoril, Portugal                         | Terra batuda | Flavia Pennetta         | Mervana Jugic Ipek Senoglu            | 6−4, 6−4            |
| Finalista  | 4.   | 3 d'agost de 2008      | Mont-real, Canadà                         | Dura         | Flavia Pennetta         | Cara Black Liezel Huber               | 1−6, 1−6            |
| Guanyadora | 5.   | 18 d'agost de 2008     | Cincinnati, Estats Units                  | Dura         | Nàdia Petrova           | Hsieh Su-wei Iaroslava Xvédova        | 6−3, 4−6, 10−8      |
| Finalista  | 5.   | 28 de setembre de 2008 | Seül, Corea del Sud                       | Dura         | Vera Duixévina          | Chuang Chia-jung Hsieh Su-wei         | 3−6, 0−6            |
| Finalista  | 6.   | 22 de febrer de 2009   | Dubai, Emirats Àrabs Units                | Dura         | Agnieszka Radwańska     | Cara Black Liezel Huber               | 3−6, 3−6            |
| Finalista  | 7.   | 27 d'abril de 2009     | Fes, Marroc                               | Terra batuda | Sorana Cîrstea          | Alissa Kleibànova Iekaterina Makàrova | 3−6, 6−2, [8−10]    |
| Finalista  | 8.   | 9 d'agost de 2009      | Los Angeles, Estats Units                 | Dura         | Agnieszka Radwańska     | Chuang Chia-Jung Yan Zi               | 0−6, 6−4, [7−10]    |
| Guanyadora | 6.   | 24 d'agost de 2009     | Moscou, Rússia                            | Dura (i)     | Nàdia Petrova           | Maria Kondratieva Klara Zakopalova    | 6−2, 6−2            |
| Guanyadora | 7.   | 8 d'agost de 2010      | San Diego, Estats Units                   | Dura         | Zheng Jie               | Lisa Raymond Rennae Stubbs            | 6−4, 6−4            |
| Guanyadora | 8.   | 15 d'agost de 2010     | Cincinnati (2)                            | Dura         | Viktória Azàrenka       | Lisa Raymond Rennae Stubbs            | 7−6(4), 7−6(8)      |
| Finalista  | 9.   | 29 de gener de 2011    | Open d'Austràlia, Austràlia               | Dura         | Viktória Azàrenka       | Gisela Dulko Flavia Pennetta          | 6−2, 5−7, 1−6       |
| Guanyadora | 9.   | 7 de maig de 2011      | Madrid, Espanya                           | Terra batuda | Viktória Azàrenka       | Květa Peschke Katarina Srebotnik      | 6−4, 6−3            |
| Guanyadora | 10.  | 31 de juliol de 2011   | Stanford, Estats Units                    | Dura         | Viktória Azàrenka       | Liezel Huber Lisa Raymond             | 6−1, 6−3            |
| Finalista  | 10.  | 15 d'agost de 2011     | Toronto (2)                               | Dura         | Viktória Azàrenka       | Liezel Huber Lisa Raymond             | Renúncia            |
| Guanyadora | 11.  | 1 d'abril de 2012      | Miami, Estats Units                       | Dura         | Nàdia Petrova           | Sara Errani Roberta Vinci             | 7−6(0), 4−6, [10−4] |
| Finalista  | 11.  | 8 de juny de 2012      | Roland Garros, França                     | Terra batuda | Nàdia Petrova           | Sara Errani Roberta Vinci             | 6−4, 4−6, 2−6       |
| Finalista  | 12.  | 23 de juny de 2012     | 's-Hertogenbosch (2)                      | Gespa        | Nàdia Petrova           | Sara Errani Roberta Vinci             | 4−6, 6−3, [9−11]    |
| Finalista  | 13.  | 21 d'octubre de 2012   | Moscou                                    | Dura (i)     | Nàdia Petrova           | Iekaterina Makàrova Ielena Vesninà    | 3−6, 6−1, [8−10]    |
| Guanyadora | 12.  | 28 d'octubre de 2012   | WTA Tour Championships, Istanbul, Turquia | Dura         | Nàdia Petrova           | Andrea Hlavacková Lucie Hradecká      | 6−1, 6−4            |

### Equips: 1 (0−1)
| Resultat  | Núm. | Data                    | Torneig                 | Superfície | Equip                                                | Oponents                                                  | Marcador |
| --------- | ---- | ----------------------- | ----------------------- | ---------- | ---------------------------------------------------- | --------------------------------------------------------- | -------- |
| Finalista | 1.   | 5−6 de novembre de 2011 | Fed Cup, Moscou, Rússia | Dura (i)   | Svetlana Kuznetsova A. Pavliutxénkova Ielena Vesninà | Lucie Hradecká Petra Kvitová Květa Peschke Lucie Šafářová | 2−3      |

## Trajectòria

### Individual
| Open d'Austràlia | A   | A   | 2R          | 3R          | 3R          | 4R | 1R          | QF          | 2R          | 3R | 4R | A  | 0 / 9  | 18 – 9  |
| Roland Garros | A   | 2R  | 1R          | 3R          | 2R          | 2R | 1R          | 4R          | 4R          | 2R | QF | 1R | 0 / 11 | 16 – 11 |
| Wimbledon | A   | 1R  | 2R          | 1R          | 1R          | 1R | 2R          | 3R          | 3R          | QF | 1R | 2R | 0 / 11 | 11 – 11 |
| US Open | 3R  | 2R  | 2R          | 3R          | 3R          | 1R | 3R          | 3R          | 4R          | 3R | 3R | 1R | 0 / 12 | 20 – 12 |
| Jocs Olímpics | NC  | A   | No celebrat | No celebrat | No celebrat | A  | No celebrat | No celebrat | No celebrat | 4a | NC | NC | 0 / 1  | 4 – 2   |
| Tournament of Champions | A   | A   | A           | A           | A           | A  | A           | A           | A           | RR | RR |    | 0 / 2  | 1 – 2   |
| Rànquing a final d'any | 122 | 111 | 25          | 30          | 25          | 29 | 63          | 20          | 28          | 14 | 19 |    |        | 70 – 47 |
| Llegenda: G: Guanyadora; F: Finalista; SF: Semifinalista; QF: Quarts de final; Q: Qualificació; A: Absent; RR: Round Robin; |     |     |             |             |             |    |             |             |             |    |    |    |        |         |

### Dobles
| Open d'Austràlia | 1R          | QF          | 3R          | 1R | 3R          | SF          | F           | 3R | 2R  | A  | 0 / 9 | 19 – 9  |
| Roland Garros | 2R          | 3R          | 1R          | 2R | 3R          | QF          | QF          | F  | A   | 1R | 0 / 9 | 17 – 9  |
| Wimbledon | A           | 1R          | 3R          | 2R | 1R          | 2R          | 1R          | 2R | 2R  | A  | 0 / 8 | 8 – 7   |
| US Open | 3R          | 3R          | 1R          | 1R | QF          | 3R          | SF          | QF | A   | A  | 0 / 8 | 22 – 8  |
| Jocs Olímpics | No celebrat | No celebrat | No celebrat | A  | No celebrat | No celebrat | No celebrat | 3a | NC  | NC | 0 / 1 | 4 – 1   |
| WTA Championships | A           | A           | A           | A  | A           | A           | A           | G  | A   |    | 1 / 1 | 2 – 0   |
| Rànquing a final d'any | 27          | 26          | 35          | 24 | 21          | 14          | 7           | 7  | 225 |    |       | 72 – 34 |
| Llegenda: G: Guanyadora; F: Finalista; SF: Semifinalista; QF: Quarts de final; Q: Qualificació; A: Absent; RR: Round Robin; |             |             |             |    |             |             |             |    |     |    |       |         |